# 四海幫
四海幫，起源於臺灣的黑社會組織，成立於1954年，以台北市為主要據點，台灣從北至南以及日本、東南亞和美国等地皆有其勢力或關係勢力，在台灣的核心成員約有10,000人，海內外成員號稱高達50,000人。目前與天道盟、竹聯幫並稱為台灣三大黑幫。四海幫在1960年代時期，曾經是最大規模由外省子弟構成的外省掛幫派，1970年再次擴張後本省人持續加入成員組成。
四海幫也是台灣黑幫中，利用企業與財團取得資金來源，並以企業養小弟的概念，將幫派生意轉型爲企業化。
2010年，四海幫成立由中華民國內政部核准備案的社團法人「中華四海同心協會」，目前社會上公開活動皆以此社團法人名義舉辦。

## 略史

### 起源
1954年5月，馮竹語為首，以及一群學生共計十多人在台灣大學農學院樓頂結拜，以《論語》的格言「四海之內，皆兄弟也」來訂立幫名。最初近四海幫成員僅在台北市西門町與台北車站一帶活動，四海幫當時主要是一群逞強好鬥，且家境富裕與政黨、政治、軍隊有關係的高官二代子弟所組成，多來自軍校輟學生、以及東方工商、大同中學、板橋中學、新莊中學等清一色眷村大學生及高中生。
四海幫在創幫成員「奮哥」陳自奮、「寇保」寇為龍為首的領導下凝聚力強且發展迅速，成員快速擴展延伸如「四海干戈幫」、「成功新村」、「飛虎幫」、「四維幫」等分支。同時四海幫因為黨政軍二代背景的影響，可算是台灣黑幫之中首席具有完整架構的黑幫，初期便已設有交際組、聯絡組、經濟組等架構，組織完善成員各司其職，初期成員人數就已高達三百多人。發展至1960年代時，擴張迅速的四海幫被台灣情治單位視為監控以及掃蕩的重點對象，當時四海幫被譽為是台灣外省掛最大幫派。

### 危機
1960年代，台灣政府強力掃蕩幫派組織，被視為掃蕩目標的四海幫在1962年面臨遭強制解散的危機，內部勢力各自為政的四海幫因此分裂，敵對的黑幫勢力更趁這次機會，大力搶奪四海幫原有的勢力版圖。竹聯幫也在此次機會展露頭角，取代四海幫在古亭的活動，更讓四海幫一度沉寂。四海幫各系鳥獸散，而後以陳姓、周姓大老為首在台北市武昌街經營船務公司等生意，穩固原「舊四海」勢力。

### 新四海崛起
四海幫沉寂數年之後，1971年時期，四海幫內新生代的年輕人「偉民」劉偉民、「大寶」陳永和與「老哥」蔡冠倫三人為首的領導下，再度復興四海幫，多次與其他黑幫勢力對抗及合併各地黑社會勢力，迅速重新擴大四海幫的版圖。當時以兇狠出名並實質掌權的劉偉民被視為新一代幫主，此股勢力被外界稱為「新四海」。
新四海勢力除在傳統特種營業場所竄起，並經營期貨公司、營造廠、建築公司、影業公司及傳播公司等企業，復興發展迅速，並多次與敵對竹聯幫引發許多社會案件。
1980年代，四海幫與竹聯幫的衝突白熱化，雙方發生「杏花閣血案」、「天廚餐廳事件」及「法庭喋血」等社會事件引起渲染大波，震驚台灣社會。然而雙方的鬥爭更甚牽涉到台灣的金融股市，在雙方的金融股市企業戰中，讓台灣股市幾度動盪。尤以80年代著名的鴻源案就是一例，四海幫由沈長聲、劉鐵球、於勇明等三人創辦的地下投資公司「鴻源機構」吸金新台幣一千億元，是當時台灣第一家以異常高利、老鼠會型式吸收民間游資的投資公司，也因此於勇明遭到縱貫線海線大哥大林清標綁架勒索；在此期間四海幫曾與敵對的竹聯幫多次發生衝突。1984年四海幫就聯合與竹聯幫敵對之勢力群，發生多次與竹聯幫之間的黑幫鬥爭事件。
1984年11月，台灣政府實施名為「一清專案」的全台掃黑行動，被視為四海幫領導人的「偉民」劉偉民、「老哥」蔡冠倫、「大寶」陳永和等人皆在掃黑名單內，因此劉偉民為躲避掃黑而偷渡至日本新宿，蔡冠倫與陳永和則相繼被掃黑掃毒入獄。
1987年10月，躲避一清專案掃黑而逃至日本新宿的四海幫幫主劉偉民，因為新宿的賭場利益糾紛，遭到同樣逃亡至日本的十大槍擊要犯楊雙伍狙殺身亡，震驚台灣與日本兩地。劉偉民逝世後，於1988年出獄的大老蔡冠倫出線掌權擔任新幫主，其聲望與勢力也被視為是掌握實權的幫主，但其勢力多次遭警方強力取締，以及往後92年與95年兩次參選立法委員失利後，便逐步淡出幫內事務。
1990年代初期，同樣為三大家族領袖，亟思統一四海幫的大老「大寶」陳永和竄起掌權，並且極力改革組織架構，整合各自為政的企業與堂口勢力。在當時檯面上的幫主「蔡霸子」蔡冠倫，以及幕後逐步掌權的陳永和，同時皆被認為是四海幫幫主。四海幫當時在陳永和幕後主導下規模日大，逐漸壯大版圖。
1994年間，四海幫召開組織會議改革幫內組織架構，仿照政黨架構設立「中央常務委員會」制度，簡稱「中常會」。中常會內下設主任委員（幫主）、中央常務委員、秘書及顧問等職務，並廣設以「海」字冠頭的堂口，來統一掌管原本以企業為單位且各自為政的四海幫。
在陳永和幕後領導下，四海幫完成組織架構後將幫主權位交付給幹部成員趙經華，並且經由四海幫召開中常會的票選推舉，正式由幫內幹部趙經華擔任第四任幫主，也是中常會體制下公開披露的首位主任委員，引起高度關注被外界稱為「趙霸子」。實際上四海幫實權依舊掌握在陳永和手中，並且在陳永和的幕後領導下將組織企業化，迅速擴張壯大。陳永和並制定四海幫弟兄出席公眾場合需一致穿著黑色服飾，因此影響現今台灣黑社會份子的仿傚。陳永和將四海幫帶向另一高峰，並整合組織內各派系統，被四海幫視為精神領袖。

### 第二次危機
1996年1月15日，四海幫精神領袖「大寶」陳永和與元老「俠哥」藺磊洽在自己經營的海珍寶餐廳遭到槍殺身亡，此事件動搖了台灣的黑白兩道。為此台灣政府展開'「治平專案」進行一連串的掃黑行動，因此造成前幫主「老哥」蔡冠倫再度遭移送綠島管訓，幫主「趙霸子」趙經華與副幫主「光南」楊光南分別走避美國與中國大陸。
1997年2月3日，四海幫內幹部董克誠以副幫主的身份帶領七位四海幫成員至台北市刑警大隊，並以幫主趙經華的名義代表宣佈解散四海幫。而時任幫主的「趙霸子」趙經華也在美國宣佈辭退幫主一職。幫主的辭去以及大老們紛紛走避海外，群龍無首的四海幫無法順利運作與召開重要的組織會議，此時人在中國大陸的副幫主「光南」楊光南由幫內多位幹部成員推舉為新任幫主。四海幫的名義上的解散，除了因為趙經華辭去幫主一職以外，最主要是要轉移台灣政府的監控與攻擊，實際上四海幫依舊暗中持續活躍著。

### 延伸大陸地區
接任代理幫主的「光南」楊光南一度將四海幫本部移至中國大陸上海市，組織發展重點轉向中國大陸，並奠基四海幫在中國大陸的勢力發展。
2000年11月，楊光南遭到上海當地警方逮捕，並在12月6日遣送回台灣審判，四海幫又再度面臨掌權者架空的危機。並且楊光南在12月7日接受台灣警方偵訊時強調，他並非四海幫幫主，而是因為幫主趙經華的辭去以及多位大老走避海外，所以僅是暫代幫主之職來運作四海幫，實際上還是副幫主。但是楊光南的聲望與實權與幫主是相同的，所以台灣警方認定楊光南是四海幫實際上掌權的幫主。
楊光南入獄後，時任中常委的「老賈」賈潤年受中常會推舉接任第五任幫主一職，來帶領群龍無首的四海幫。2003年末時，賈潤年因罹患癌症，加上長子賈國浩犯下江湖大忌間接使得四海幫蒙羞，認為自己不適合再擔任幫主，曾辭去幫主一職，後經大眾勸說才又留任。
2000年代後期，四海幫多位大老及重量級大哥紛紛前往中國大陸發展，尤以在中國上海市擁有龐大穩固的勢力。原先在台北市的勢力漸微，漸漸被急於擴張勢力的竹聯幫新生代所取代，四海幫的中生代與新生代勢力漸漸朝向新竹以南發展。
2008年7月，幫主賈潤年因身體欠安，因表示將辭退幫主一職，各個派系開始角力幫主權位，在同年8月四海幫召開大會後議定第六任幫主人選為時任副幫主的「弟哥」張建英。
2009年元月份，於台北西門町再度召開中常會、會後產生了八位副主任委員（副幫主），四海幫成員各派系各自為政，此次主任委員（幫主）的選舉以客觀而言，並不具有整體成員的認同，自精神領袖「大寶」陳永和死後，四海幫內沒有魅力足以領袖群龍的幫主，八位副幫主的設置，意在期盼中生代的崛起。

### 近期發展
2010年3月19日，於台北市圓山飯店金龍廳舉辦春酒晚宴席開近百桌，引發警方關注。由分局長徐緒昕指揮大批員警現場蒐證。以「中華四海同心聯歡晚會」為名的四海幫春酒晚宴，由第六任幫主張建英發起，廣邀各界好友與政、商、影藝界等名流與會，席開超過九十桌。並成立由內政部核准的社團法人組織「中華四海同心協會」。同年11月，新任幫主「弟哥」張建英因故宣佈退位，打算將幫主一職交付時任副幫主的「小凱」楊玉斌，引起多位中常委大老們的不滿。
2011年5月4日，元老蔡冠倫無預警的於台北市信義區住家停車場猝死於車內，震驚社會。至此四海三大家族的領導者皆已逝世。 
2012年11月3日，幫主楊玉斌被人發現在家中猝死，死因不明。同年年11月4日，四海幫舉行幫務大會，選出幫中大老中常委「斗雲」楊德昀繼任新幫主，並在11月10以中華四海同心協會餐敘為名義，於西門町金獅樓舉行幫主交接儀式。
2013年1月7日，前幫主賈潤年，於早上七點鐘左右因肝病病逝於新竹老家，享年六十七歲。
2014年4月1日，高層現身張安樂國會示威事件。同年9月14日，海聯堂份子與竹聯幫份子及其他幫派組成的「中山聯盟」成員，清晨於台北市東區知名夜店「Spark」爆發內鬨衝突，並殺害前往關切的臺北市政府警察局信義分局偵查佐薛貞國震驚社會。（※2014年臺北夜店殺警案）
2017年1月，香港獨立民運人士黃之鋒與香港議員受邀至台灣並步入桃園機場時，遭到名為「愛國同心會」等團體成員的搔擾與攻擊。警方追查後發現有四海幫成員涉入此一攻擊事件，並且據線報指稱四海幫涉入此案的層級高達幫主地位，警方認為甚至有幫主以上的幕後首腦中山路在指使策劃，因此擴大展開追查。同年，警方掃黑調查時發現，四海幫幹部與竹聯幫有關聯的政黨統一促進黨有所掛勾，懷疑四海幫與竹聯幫彼此之間已有政治關連的犯罪合作關係。
2021年3月，經各家媒體披露，第八任幫主楊德昀因任期屆滿萌生退意，經四海幫召開內部中常會進行選舉票選，由時任副幫主及中常委的「純偉」張存偉接任四海幫第九任幫主，並將擇日於台北西門町金獅樓進行交接儀式。

## 歷任幫主（主任委員）
四海幫「幫主」一詞為社會泛稱，中常會成立後在其幫內編制名稱為「主任委員」(主委)。
四海幫成立初期雖設有老大，但歷經解散以及在1970年代新四海崛起後並無明確的幫主職掌，而是由四海幫內部及外界公認具有實力的成員被視為幫主，直至1990年代成立「中央常務委員會」之後，以中常會為組織核心採取「委員會制度」企業化來掌管四海幫吸引更多人才，也是目前台灣幫派中唯一以投票方式票選出幫主的幫派。
| 任別 | 主任委員 | 任期            | 綽號        | 備註 |
| ---- | -------- | --------------- | ----------- | --- |
| 初任 | 馮竹語   | 1954-1962       | 大馮        | 創幫幫主，以格言「四海之內，皆兄弟也」來創立四海幫。 |
| 二任 | 劉偉民   | 1980？-1986     | 偉民        | 新四海三大家族之一，70年代率眾在特種行業竄起，成為重振四海幫的領頭人物之一，80年代因接連主導多起刑事案件受到社會矚目，而被公認為新四海幫主。86年在日本遭到楊雙伍狙殺身亡。                                                                                               |
| 三任 | 蔡冠倫   | 1988-1994       | 老哥 蔡霸子 | 新四海三大家族之一，出身於老四海的創幫元老。71年空軍退役後回到四海幫建立山頭，因劉偉民逝世並於88年出獄後竄起掌權，90年代為四海企業負責人。 92年、95年參選兩次立法委員失利，以及其勢力多次遭警方取締導致聲勢下滑。 96年治平專案再度入獄於綠島服刑，因而逐步淡出幫內核心。 |
| 掌權 | 陳永和   | 1990？-1994？   | 大寶        | 新四海三大家族之一，雖未正式就任幫主，但在90年代與蔡冠倫同時被視為掌權的話事人。 94年幕後主導幫內組織架構改革，整合原本鬆散以企業為單位的四海幫。 95年於海珍寶餐廳遭狙殺身亡，至今仍未破案。松聯幫被懷疑是教唆殺人的幕後黑手，                                           |
| 四任 | 趙經華   | 1994？-1997     | 趙霸子      | 從陳永和手中接棒，中常會體制的首任主任委員。97年2月3日副幫主董克誠至台北市刑大，以趙經華名義宣佈解散四海幫。同時趙經華在美國宣佈辭退幫主，實際幫會依舊暗中持續活躍。 |
| 代理 | 楊光南   | 1997-2000       | 光南        | 群龍無首情況下被推舉為代理幫主，名為代理幫主，實際為真正的幫主。一度將本部移至上海市發展，奠定現今上海地區的勢力基礎。 |
| 五任 | 賈潤年   | 2000-2008/8     | 老賈        | 楊光南遭逮捕後被推舉為新任幫主。2003年末，因身罹癌症自認不適，曾辭去幫主一職，後經大眾勸說才留任。 因擅長軍火走私買賣、被譽為四海幫「國防部長」。 |
| 六任 | 張建英   | 2008/8-2010/11  | 弟哥        | 張建英外貌英挺有「台港劉德華」之稱。幫主原為議定產生，後由楊光南力排眾議支持上任。 2009年1月，於臺北市西門町召開中常會產生8位副主任委員（副幫主）。 |
| 七任 | 楊玉斌   | 2010/11-2012/11 | 小凱        | 「弟哥」交棒給楊玉斌，不過引發幫內不同派系的「中常委」大老們群起反彈。 「小凱」出身新竹眷村陸軍公學新村，曾有無黨籍新竹市議員籍身分。曾是是楊光南下屬，並且曾任海中堂堂主。                                                                                              |
| 八任 | 楊德昀   | 2012/11-2021/3  | 斗雲        | 出身武將，曾任海德堂堂主，為四海幫長老、中常委、作風剽悍。是前四海幫幫主劉偉民手下第一悍將，曾涉及多件社會案件，為四海幫彪悍的代表人物。 2012年11月4日，因幫主楊玉斌猝逝，四海幫召開幫務大會，推舉楊德盷接任。                                                           |
| 九任 | 張存偉   | 2021/3-至今     | 純偉        | 出身屏東眷村，原為副幫主，與兩岸政商及黑幫關係良好，被譽為「全省通」。 2021年3月20日經四海幫中常會票選為新任幫主。 |

## 委員會
1990年代四海幫依政黨架構成立「中央常務委員會」制度（中常會），由幫內各系大哥擔任中央常務委員（中常委），來整合管轄原本各系幫內勢力各自領導的四海幫。委員編制內設有一名主任委員（幫主）、兩名副主任委員（副幫主）、一名秘書長、三十至四十名中央常務委員（中常委）與各級處部門委員、以及數名顧問。各個職務所擔任的人數依各個時期不同，委員及顧問人數略有增減。
四海幫的主任委員（幫主）是由中常委召開中常會以「不具名」方式投票推舉所上任。是目前台灣三大幫派中，唯一以選舉方式選出幫主的幫派。並由主任委員指派或中常委共議推舉兩名中常委擔任副主任委員及一名中常委擔任秘書長。顧問職位多由幫內元老或長老擔任，但並不限制在四海幫內部成員所擔任，在各行各業社會人士皆可能擔任四海幫顧問，依身份或專業不同，而有特別顧問、高級顧問、行政顧問等相關職稱。
委會員成立後，四海幫整合旗下組織以「海」字冠頭做為旗下堂口的統一名稱，並由幫內成員擔任中常委之職務才可以授權開立堂口，一切遵照中央常務委員會的規範所發展。1996年陳永和逝世後，由幫內部份具份量的青壯派中常委、堂主共同組成「青壯促進會」（青壯會），目的在於協助促進幫內各堂口的聯繫與發展。青壯會的會長及副會長同樣是由中常會高層所議定指派。目前會長由曾忠明先生暫為代理
|  |  |                   |                   |                   |                   |                   |                   |  |  |  |  | 主任委員 （幫主）   |                     |                     |                     |                     |                     |  |  |  |  |                     |                     |                     |                     |                     |                     |  |  |  |  |  |  |  |  |  |  |  |  |  |  |  |  |  |  |  |  |
|  |  | 副主委 （副幫主） | 副主委 （副幫主） | 副主委 （副幫主） | 副主委 （副幫主） | 副主委 （副幫主） | 副主委 （副幫主） |  |  |  |  |                     |                     |                     |                     |                     |                     |  |  |  |  | 顧問 （幕僚）       | 顧問 （幕僚）       | 顧問 （幕僚）       | 顧問 （幕僚）       | 顧問 （幕僚）       | 顧問 （幕僚）       |  |  |  |  |  |  |  |  |  |  |  |  |  |  |  |  |  |  |  |  |
|  |  | 副主委 （副幫主） | 副主委 （副幫主） | 副主委 （副幫主） | 副主委 （副幫主） | 副主委 （副幫主） | 副主委 （副幫主） |  |  |  |  |                     |                     |                     |                     |                     |                     |  |  |  |  | 顧問 （幕僚）       | 顧問 （幕僚）       | 顧問 （幕僚）       | 顧問 （幕僚）       | 顧問 （幕僚）       | 顧問 （幕僚）       |  |  |  |  |  |  |  |  |  |  |  |  |  |  |  |  |  |  |  |  |
|  |  |                   |                   |                   |                   |                   |                   |  |  |  |  | 秘書長 （核心幹部） |                     |                     |                     |                     |                     |  |  |  |  |                     |                     |                     |                     |                     |                     |  |  |  |  |  |  |  |  |  |  |  |  |  |  |  |  |  |  |  |  |
|  |  |                   |                   |                   |                   |                   |                   |  |  |  |  |                     |                     |                     |                     |                     |                     |  |  |  |  |                     |                     |                     |                     |                     |                     |  |  |  |  |  |  |  |  |  |  |  |  |  |  |  |  |  |  |  |  |
|  |  |                   |                   |                   |                   |                   |                   |  |  |  |  |                     |                     |                     |                     |                     |                     |  |  |  |  |                     |                     |                     |                     |                     |                     |  |  |  |  |  |  |  |  |  |  |  |  |  |  |  |  |  |  |  |  |
|  |  | 委員 （各級幹部） | 委員 （各級幹部） | 委員 （各級幹部） | 委員 （各級幹部） | 委員 （各級幹部） | 委員 （各級幹部） |  |  |  |  | 中常委 （核心幹部） | 中常委 （核心幹部） | 中常委 （核心幹部） | 中常委 （核心幹部） | 中常委 （核心幹部） | 中常委 （核心幹部） |  |  |  |  | （促進團體） 青壯會 | （促進團體） 青壯會 | （促進團體） 青壯會 | （促進團體） 青壯會 | （促進團體） 青壯會 | （促進團體） 青壯會 |  |  |  |  |  |  |  |  |  |  |  |  |  |  |  |  |  |  |  |  |
|  |  | 委員 （各級幹部） | 委員 （各級幹部） | 委員 （各級幹部） | 委員 （各級幹部） | 委員 （各級幹部） | 委員 （各級幹部） |  |  |  |  | 中常委 （核心幹部） | 中常委 （核心幹部） | 中常委 （核心幹部） | 中常委 （核心幹部） | 中常委 （核心幹部） | 中常委 （核心幹部） |  |  |  |  | （促進團體） 青壯會 | （促進團體） 青壯會 | （促進團體） 青壯會 | （促進團體） 青壯會 | （促進團體） 青壯會 | （促進團體） 青壯會 |  |  |  |  |  |  |  |  |  |  |  |  |  |  |  |  |  |  |  |  |
|  |  |                   |                   |                   |                   |                   |                   |  |  |  |  | （各系堂口） 堂主   |                     |                     |                     |                     |                     |  |  |  |  |                     |                     |                     |                     |                     |                     |  |  |  |  |  |  |  |  |  |  |  |  |  |  |  |  |  |  |  |  |
|  |  |                   |                   |                   |                   |                   |                   |  |  |  |  |                     |                     |                     |                     |                     |                     |  |  |  |  |                     |                     |                     |                     |                     |                     |  |  |  |  |  |  |  |  |  |  |  |  |  |  |  |  |  |  |  |  |
|  |  |                   |                   |                   |                   |                   |                   |  |  |  |  |                     |                     |                     |                     |                     |                     |  |  |  |  |                     |                     |                     |                     |                     |                     |  |  |  |  |  |  |  |  |  |  |  |  |  |  |  |  |  |  |  |  |
|  |  |                   |                   |                   |                   |                   |                   |  |  |  |  |                     |                     |                     |                     |                     |                     |  |  |  |  |                     |                     |                     |                     |                     |                     |  |  |  |  |  |  |  |  |  |  |  |  |  |  |  |  |  |  |  |  |
|  |  | 會長 （各堂分會） | 會長 （各堂分會） | 會長 （各堂分會） | 會長 （各堂分會） | 會長 （各堂分會） | 會長 （各堂分會） |  |  |  |  | 副堂主 （分堂幹部） | 副堂主 （分堂幹部） | 副堂主 （分堂幹部） | 副堂主 （分堂幹部） | 副堂主 （分堂幹部） | 副堂主 （分堂幹部） |  |  |  |  | 護法 （分堂幹部）   | 護法 （分堂幹部）   | 護法 （分堂幹部）   | 護法 （分堂幹部）   | 護法 （分堂幹部）   | 護法 （分堂幹部）   |  |  |  |  |  |  |  |  |  |  |  |  |  |  |  |  |  |  |  |  |
|  |  | 會長 （各堂分會） | 會長 （各堂分會） | 會長 （各堂分會） | 會長 （各堂分會） | 會長 （各堂分會） | 會長 （各堂分會） |  |  |  |  | 副堂主 （分堂幹部） | 副堂主 （分堂幹部） | 副堂主 （分堂幹部） | 副堂主 （分堂幹部） | 副堂主 （分堂幹部） | 副堂主 （分堂幹部） |  |  |  |  | 護法 （分堂幹部）   | 護法 （分堂幹部）   | 護法 （分堂幹部）   | 護法 （分堂幹部）   | 護法 （分堂幹部）   | 護法 （分堂幹部）   |  |  |  |  |  |  |  |  |  |  |  |  |  |  |  |  |  |  |  |  |
|  |  |                   |                   |                   |                   |                   |                   |  |  |  |  | 組員 （各系小組）   |                     |                     |                     |                     |                     |  |  |  |  |                     |                     |                     |                     |                     |                     |  |  |  |  |  |  |  |  |  |  |  |  |  |  |  |  |  |  |  |  |
|  |  |                   |                   |                   |                   |                   |                   |  |  |  |  |                     |                     |                     |                     |                     |                     |  |  |  |  |                     |                     |                     |                     |                     |                     |  |  |  |  |  |  |  |  |  |  |  |  |  |  |  |  |  |  |  |  |

### 派系
自1970年代「新四海」崛起以來，幫內高層核心皆由「偉民」劉偉民、「大寶」陳永和、「老哥」蔡冠倫等四海三大家族所掌權。
1990年代，原幫主「偉民」劉偉民逝世及「蔡霸子」蔡冠倫逐步淡出核心的情況下，由「大寶」陳永和竄起掌權後，自此四海幫內皆由該派系人馬所掌權。如「趙霸子」趙經華、「光南」楊光南、「老賈」賈潤年及前任幫主「弟哥」張建英，皆被視為陳永和派系出身或受其提拔的人物。
2008年，五任幫主賈潤年因病將卸任幫主之位，原欲將幫主權位交棒予「斗雲」楊德昀，當時楊捲入台電圍標案逃亡大陸而失去機會。角逐幫主的熱門人選之一「弟哥」張建英則因「張建英條款」條款受阻一度引起幫內幹部為繼任資格爭論，最終在「光南」楊光南力排眾議下由張建英繼任六任幫主，「弟哥」也被視為是「光南」的代理人。
2010年，「弟哥」因故辭去幫主職位，意屬交棒予「光南」派系出生的「小凱」楊玉斌，雖因資歷不足引發幫內大老反彈，但此時「斗雲」楊德昀因捲入中華電信數十億元圍標案，人在大陸且無意競爭幫主之位，最終在「光南」楊光南力排眾議下由「小凱」楊玉斌接任第七任幫主。
2012年末幫主「小凱」楊玉斌無預警猝死，四海幫隨即開啟高層會議，此時「斗雲」楊德昀已經躲過追溯期回到台灣，在當代四海幫高層一致推舉下決定由「斗雲」楊德昀繼任四海幫第八任幫主。且開啟了四海幫號稱最團結的時代,那句(自家人絕對不打自家人)四海幫延用至今。
2011年至2013年間，創幫大老幫主「老哥」蔡冠倫、五任幫主「老賈」賈潤年等領導人相繼逝世，四海幫並由「光南」楊光南與現任幫主「斗雲」楊德昀等人被視為當代主事核心。
2021年，楊德昀任期屆滿，使得既有交棒意願的楊德昀萌生退意，將幫主之位交棒給予與楊光南關係良好並被視為該派系的副幫主「純偉」張存偉。

### 四海信物
第四任主任委員(幫主)趙經華於1994年的幫主交接典禮上，曾致贈與會者每人一張純金打造的「關公金牌」，這張金牌從此被視為幫中之地位、與權力的象徵，謂之「四海信物」。

## 政治傾向
四海幫1950年代創立初期，雖然成員多來自與黨政軍有關的二代子弟所組成，但其組織後續發展卻也鮮少公開與政治有所牽涉。直至1990年代四海幫指標性的四海三大家族領袖「偉民」劉偉民、「大寶」陳永和、「老哥」蔡冠倫等三人曾經間接或直接涉及政治，不難瞭解當時所支持對象及政治理念。
1985年「偉民」劉偉民在「江南案」時期，曾經受到國民黨當局交付任務，前往菲律賓追殺在逃的竹聯幫董桂森未果。
1992年「老哥」蔡冠倫曾以國民黨身份參選立法委員選舉，在競選廣告中打出「大哥出馬，台獨讓路」等口號。
1994年「大寶」陳永和在台北市長選舉支持國民黨候選人黃大洲，卻也因與國民黨理念不合而曾經憤怒批評「找他幫忙的國民黨黨工和警官不是東西」等語。1996年台灣首次直選總統時曾經表達支持脫離國民黨籍的總統候選人陳履安。也因陳永和喜愛唱中華民國頌以及血染的風采等歌曲，至今被四海幫份子視為幫歌。
自此三大家族領袖之後，四海幫數年鮮少公開參與政治活動。但近年來台灣警方掃黑時發現，逐漸有四海幫份子與中華統一促進黨結合犯案，多次有四海幫份子參與統促黨成員的抗議場合，並且有多位統促黨成員具有四海幫身份。

## 組織及進展
自1950年代發展以來，目前四海幫組織高達八十六個分支，海內外成員與關係合夥人高達50,000人。1990年代成立中常會後，四海幫廣設「海」字冠頭的堂口，皆由擔任中常委或是中常委的授意下才可成立堂口。
目前已知分堂組織團體有：青壯會、海烈堂、海中堂、海北堂、海耀堂、海嘯堂(孝)、海亮堂、海旭堂、海壢堂、海風堂(豐、峰；竹市議長乃曾經的堂主，早期與海嵩堂合流竹苗地區)、海象堂、海浪堂、海威堂、海旗堂、海嵩堂（新竹）、海群堂、海義堂、海澤堂 、海達堂、海聯堂、海峽堂、海仁堂、海鷹堂、海鳴堂、海蝠堂、海功堂、海雲堂（早期專收泰緬僑生；勢力在中和南勢角一帶）、海竹堂、海青堂、海強堂、海彪堂、海榮堂、海南堂、海震堂(陣)、海勇堂、海勝堂、海潤堂、海鴻堂、海華堂、海誠堂(成)、海洋堂、海武堂、海戰堂、海文堂、海山堂、海地堂、海尊堂、海霸堂、海日堂、海和堂、海強堂、海寶堂、海業堂、海德堂、海埔堂、海雄堂、海罡堂、海興堂(星)、海瑞堂、海龍堂、海信堂、海虎堂、海天堂、海盟堂、海鵬堂、海巨堂、海翰堂、海銀堂、海銅堂、海苗堂、海鯨堂、海豹堂、海刀堂、海古堂、海雷堂、海略堂、海賢堂、海行堂、海旺堂、海川堂、海鐵堂、海森堂、海岳堂、海英堂、海峽堂。

## 參閲
- 臺灣黑幫
- 臺灣黑金政治

## 外部連結
- 組織犯罪防制條例（页面存档备份，存于）（繁體中文）
- 中華民國司法院法學資料檢索系統（页面存档备份，存于）（繁體中文）
- Organized Crime in California（页面存档备份，存于）
- Asian Organized Crime - Australian Parliamentary Inquiry（页面存档备份，存于）
- Repatriated gang chief sentenced to 22 months（页面存档备份，存于）
- Taiwan's gangs go global（页面存档备份，存于）
- The Ultimate Arbitrator（页面存档备份，存于）
- Police in Shanghai arrest Taiwanese criminal gang head Taipei Times Staff Writer (Nov. 9, 2000)（页面存档备份，存于）.
- Chang's son stabbed by a member of the Four Seas gang in an elevator (April 1998)（页面存档备份，存于）.